# Ole Gunnar Solskjær
Ole Gunnar Solskjaer (n. 26 februarie 1973, Comuna Kristiansund, Provincie a Norvegiei (fylke), Norvegia) este un fotbalist norvegian retras din activitate, care a jucat pe post de mijlocaș lateral la echipe ca Manchester United, Clausenengen FK⁠(d) și Molde. Pe plan internațional, are prezențe la națională pentru Norvegia și Norvegia U21⁠(d). După încheierea carierei, a devenit antrenor, și antrenează în prezent pe Beşiktaş JK.
A fost antrenorul echipei Manchester United și al echipei Molde FK unde a luat primul titlu din istoria clubului.

## Palmares

### Jucător
Manchester United
- Premier League (6): 1996–97, 1998–99, 1999–2000, 2000–01, 2002–03, 2006–07
- FA Cup (2): 1998–99, 2003–04
- FA Community Shield (3): 1996, 1997, 2003
- UEFA Champions League (1): 1998–99
- Cupa Intercontinentală (1): 1999

### Antrenor
Manchester United Reserves
- Premier Reserve League (1): 2009–10
- Premier Reserve League North (1): 2009–10
- Lancashire Senior Cup (1): 2008–09
- Manchester Senior Cup (1): 2009

Molde FK
- Tippeligaen (1): 2011

### Individual
- Cavaler al Ordinului Sf. Olaf, Prima clasă[6]
- Kniksen's honour award în 2007
- Premiul Peer Gynt în 2009, pentru eforturile sale în fotbal și filantropie.[7][8]